# C.P. Snow
Charles Percy Snow, C.P. Snow (ur. 15 października 1905 w Leicesterze, zm. 1 lipca 1980 w Londynie) – brytyjski fizykochemik, pisarz i wysoki urzędnik państwowy, autor m.in. eseju The Two Cultures and the Scientific Revolution (Dwie kultury), który zainicjował trwającą ponad pół wieku dyskusję o rozłamie między dwoma rodzajami erudycji i wrażliwości – naukową i humanistyczną.

## Życiorys
Charles Percy Snow był synem Williama Edwarda Snowa i Ady Sophii Robinson. Urodził się w roku 1904 w Leicesterze (hrabstwo Leicestershire). Studia licencjackie ukończył w Leicester University. Doktorat z fizyki uzyskał w roku 1930 w University of Cambridge, po czym został zatrudniony w Christ’s College University of Cambridge (Laboratorium Cavendisha). Opracował w tym czasie kilka artykułów naukowych dotyczących struktury molekularnej. W roku 1957 otrzymał tytuł szlachecki w uznaniu zasług przy organizacji badań naukowych, wykonywanych dla Ministerstwa Pracy w okresie II wojny światowej, i za działalność na stanowisku komisarza służby cywilnej (Office of Civil Service Commissioners).
Już w czasie wojny Snow zaczął wyrażać swoje zainteresowanie światem nauki, literatury i spraw publicznych w formie nowel i esejów. Od roku 1940 przez ponad 20 lat publikował serię nowel o wspólnym tytule Strangers and Brothers – historię Lewisa Eliota, młodego brytyjskiego prawnika o cechach przypominających autora. Seria została w roku 1984 spopularyzowana w formie serialu telewizyjnego (wersja angielska, hiszpańska, fińska).
W roku 1960 opublikowano w Stanach Zjednoczonych „Science and Government” – treść wykładu Snowa, wygłoszonego w serii Godkin Lectures w Harvard University. Tekst dotyczy konfliktu z okresu II wojny światowej (rozpoczętego przed Bitwę o Anglię) między F. Lindemannem (Lordem Cherwell, fizykiem z Uniwersytetu Oksfordzkiego i osobistym doradcą Churchilla) i H. Tizardem (chemikiem z Imperial College, doradcą w rządzie brytyjskiej Partii Pracy). Snow wyraził zdecydowane poparcie dla postawy Tizarda, kierującego grupą opracowującą techniki radarowe, i skrytykował arbitralne decyzje Lindemanna, odrzucającego argumenty swojego rywala. Różnica zdań dotyczyła m.in. planów nalotów strategicznych na Niemcy (zob. np. A. Harris). Opierając się na tym przykładzie, C.P. Snow apelował o otwarcie przestrzeni między nauką i władzą, aby o decyzjach w sprawach państwa nie decydowały osobiste ambicje i antypatie.
W roku 1967 Snow wydał m.in. Variety of Men – zbiór dziewięciu esejów biograficznych (m.in. Albert Einstein, Robert Frost, Józef Stalin). Za najważniejsze dzieło P.C. Snowa jest uważany esej The Two Cultures and the Scientific Revolution, opublikowany w roku 1959 (kilkakrotnie wznawiany, wydany również w języku polskim).
Ożenił się w 14 lipca 1950 roku z Pamelą Hansford Johnson, nowelistką, która pisała również sztuki teatralne i biografie oraz zajmowała się krytyką literacką. Mieli jednego syna (Philip Charles Hansford Snow). Zmarł 1 lipca 1980 roku w Londynie.

## Publikacje
| Wybór według Notable Names Database                         | Seria nowel Strangers and Brothers według Goodreads |
| Death under Sail (1932, nowela)                             | 1. Time of Hope (10 wydań)                          |
| Strangers and Brothers (1940-1970, 11 nowel)                | 2. George Passant (14 wydań)                        |
| The Two Cultures and the Scientific Revolution (1959, esej) | 3. The Conscience of the Rich (wydań)               |
| Second Look (1964, esej)                                    | 4. The Light and the Dark (wydań)                   |
| – Dwie kultury (1999, Prószyński i S-ka)                    | 5. The Masters (18 wydań)                           |
| – Две культуры и научная революция                          | 6. The New Men (7 wydań)                            |
| Public Affairs (1971, esej)                                 | 7. Homecomings (9 wydań)                            |
| In Their Wisdom (1974, nowela)                              | 8. The Affair (10 wydań)                            |
| Trollope: His Life and Art (1975, biografia)                | 9. Corridors of Power (10 wydań)                    |
| Coat of Varnish (1979, nowela)                              | 10. The Sleep of Reason (7 wydań)                   |
| Realists: Eight Portraits (1979, krytyka literacka)         | 11. Last Things (9 wydań)                           |

## Dwie kultury

### Ogłoszenie i pierwsze reakcje

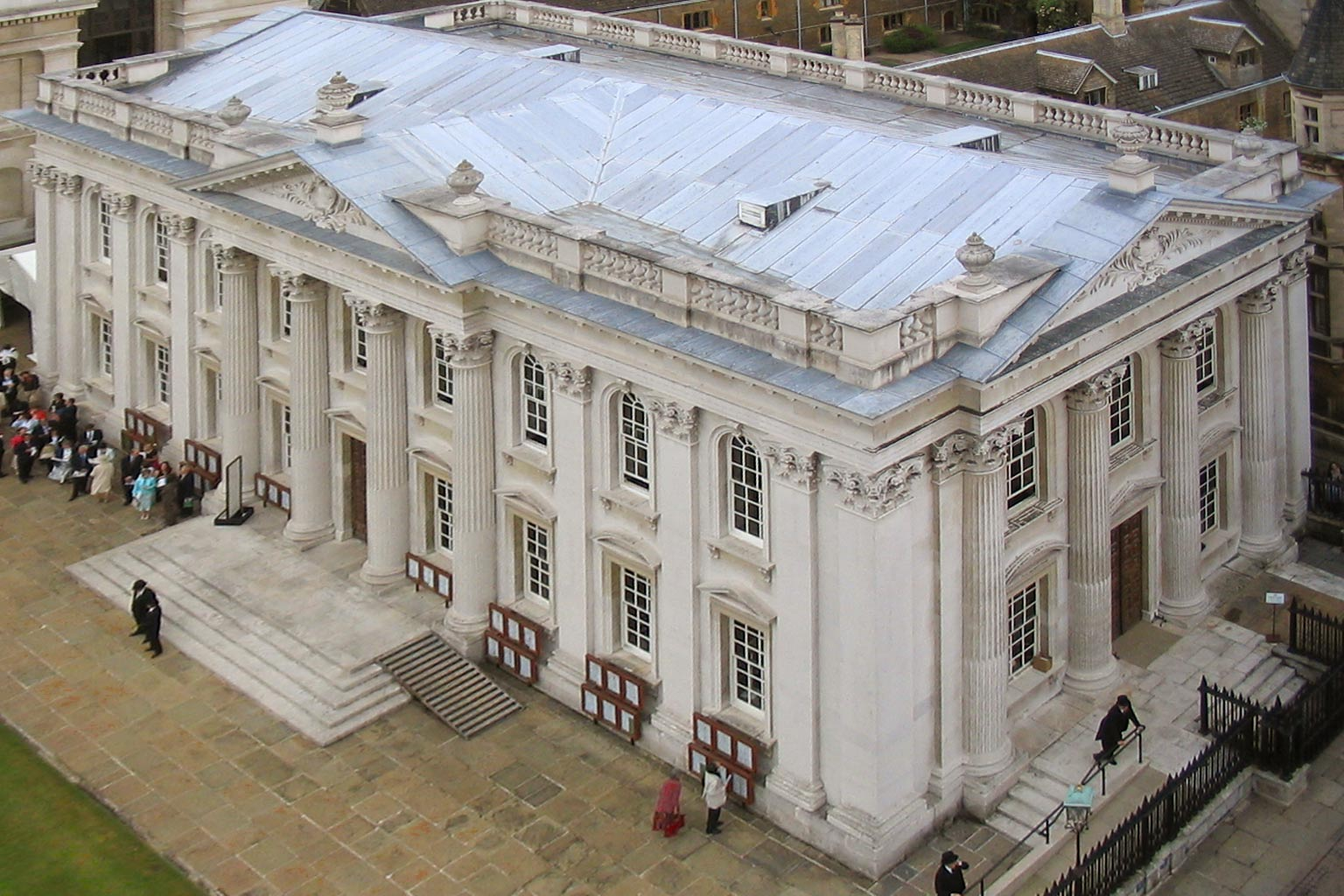
Senate House w Cambridge

4 maja 1959 roku C.P. Snow wygłosił w Senate House w Cambridge wykład z serii Rede Lecture (Sir Robert Rede's Lecture). Wykład pt. The Two Cultures and the Scientific Revolution był ostrzeżeniem przed groźnymi skutkami pogłębiania się przepaści wzajemnego niezrozumienia między dwoma kulturami – środowiskiem humanistów („intelektualistów literackich”)  i naukowców (przyrodników – fizyków i innych).
C.P. Snow zadawał w gronie intelektualistów prowokacyjne pytanie: „Jakie jest drugie prawo termodynamiki?”. Odpowiedzią była lodowata cisza, mimo że …to był naukowy ekwiwalent pytania: „Jakie, Pan czy Pani, czytał dzieła Szekspira?”.
Snow twierdził, że w Wielkiej Brytanii groźna dla państwa przepaść między wskazanymi grupami ludzi jest większa niż w USA i ZSRR, co było jego zdaniem spowodowane m.in. zbyt wczesną specjalizacją uczącej się młodzieży i skłanianiem młodych ludzi do studiów w dziedzinie „tradycyjnej kultury” (przyczyną omijania obszarów nauki i przemysłu jest snobizm). Porównywał stan brytyjskiego państwa z Republiką Wenecką u kresu jej istnienia. Twierdził, że współcześni ludzie mają podobny dostęp do wiedzy, jak w okresie neolitu. Nie dostrzegają intelektualnej głębi, złożoności i piękna imponujących osiągnięć fizyków swoich czasów (nie są do tego przygotowani w czasie edukacji).
Rozszerzona wersja wykładu została opublikowana w tym samym roku przez Cambridge University Press. Główne tezy tej pracy były początkowo dość powszechnie akceptowane, jednak wkrótce koncepcja „dwóch kultur” spotkała się z gwałtowną krytyką. Wystąpił z nią w roku 1962 krytyk literacki i wykładowca języka angielskiego w Cambridge, F.R. Leavis (m.in. autor The Significance of C. P. Snow) – jej treść i forma została przyjęta z oburzeniem. Dalsza polemika skłoniła Snowa do opracowania drugiej wersji swojej pracy, wydanej pod tytułem The Two Cultures: and a Second Look (1963). Ponownie zdecydowanie stwierdził, że zaawansowane społeczeństwo zachodnie traci nawet pozory wspólnej kultury, a uratować ją może troska o edukację młodzieży na wszystkich poziomach.

### Późniejszy oddźwięk

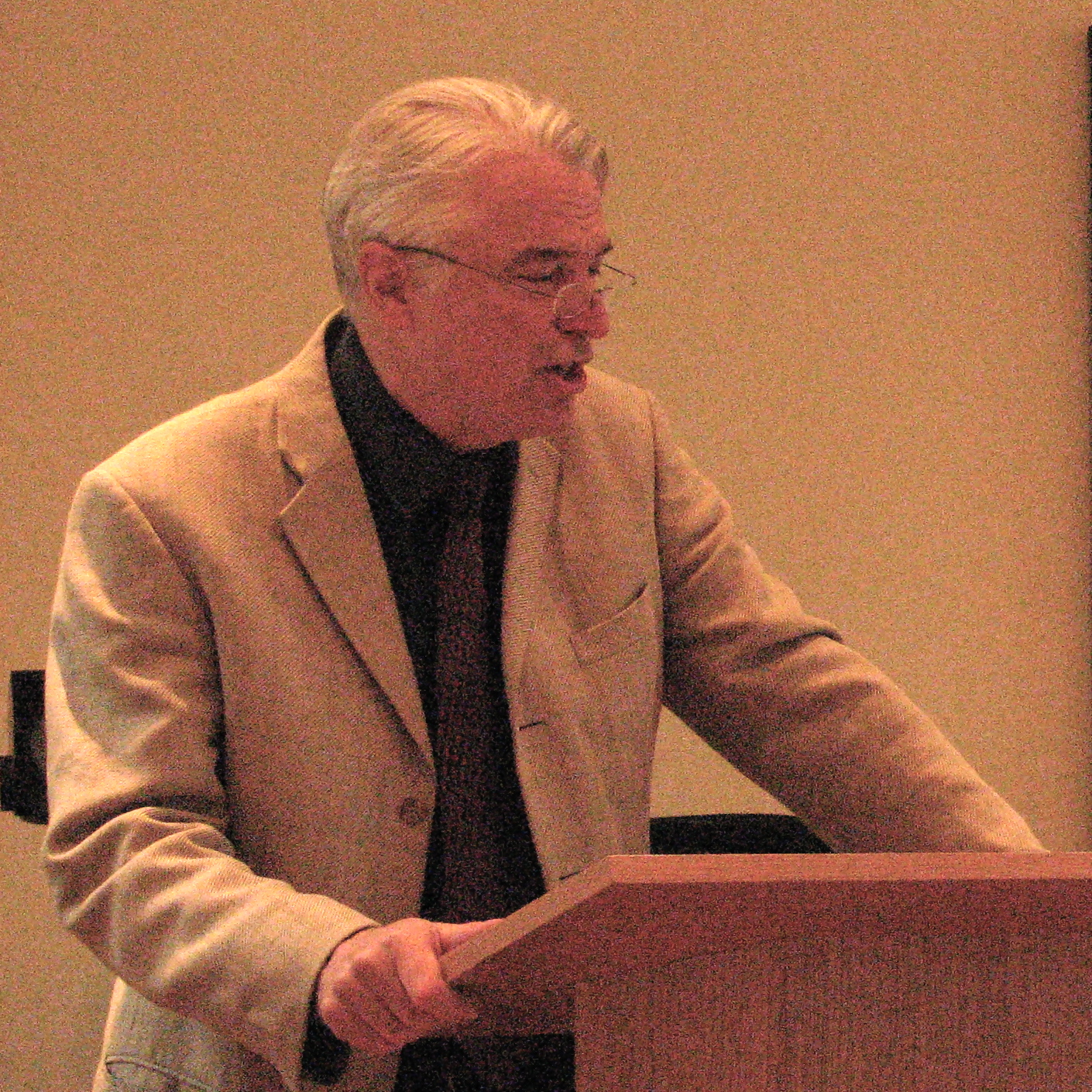
Steve Rayner, dyrektor Saïd Business School (Uniwersytet Oksfordzki), w czasie wykładu o wpływie The Two Cultures na naukę w okresie 50 lat (sympozjum „Literary Studies Now”, Oksford, 27 kwietnia 2009)

Do hipotezy „dwóch kultur” odwoływano się wielokrotnie w przyszłości, w wielu różnych sytuacjach, w których pojawiały się trudności w nawiązaniu kontaktów międzydyscyplinarnych. Do myśli C.P. Snowa odnoszono się np. w komentarzach dotyczących „problemu Y2K”. Lawrence Summers, rozpoczynając rok akademicki w Harvard University w roku 2001, podkreślał, że powszechne mylenie pojęć „gen” i „chromosom” nie może być akceptowane, przy czym użył określenia „This is Snow for the DNA age”. Edward Osborne Wilson (harwardzki biolog) wydał w roku 1998 książkę Consilience. The Unity of Knowledge], w której apelował do naukowców o zacieranie granic między dwoma obszarami pracy umysłowej, wskazując bogactwo przestrzeni interdyscyplinarnej. Praca została napisana z punktu widzenia naukowca-biologa, co wywołało nieprzychylne komentarze humanistów – formułowano opinie, że propozycja Wilsona ma „charakter imperialny” („kolonizacja” zamiast „rekoncyliacji”).
Komentatorzy The Two Cultures, którzy oceniają wymowę eseju z punktu widzenia planowania dalszego gospodarczego rozwoju społeczeństw (np. geopolityka, geostrategia, geoekonomia, zob. też Walt Rostow), podchodzą sceptycznie do propozycji opóźnienia specjalizacji w procesie edukacji. Są również krytyczni wobec wniosku Snowa, że za postęp techniczny powinno odpowiadać państwo (rząd wspomagany przez rady naukowe), ponieważ ryzyko biznesowe dla prywatnej przedsiębiorczości jest zbyt duże.
Andrzej Szczeklik, lekarz o uznanym dorobku naukowym i humanista o rozległych zainteresowaniach (lekarz, pisarz, muzyk, miłośnik i znawca mitologii, zob. Słuch absolutny), z okazji 50-lecia wykładu C.P. Snowa napisał w tygodniku Polskiej Akademii Umiejętności PAUza, że „prowokacyjne pytanie” Snowa można współcześnie uznać za częściowo przebrzmiałe. Dzięki Internetowi „nawet szeroka publiczność jest dobrze informowana o sprawach, które jej bezpośrednio nie dotyczą, jak np. zmiany klimatu, czy komórki macierzyste. Prawie tyle samo fizyków i biologów, co historyków i socjologów ogląda sztuki Szekspira w telewizji BBC”.
Równocześnie Szczeklik podkreśla, że nie straciła aktualności sprawa specjalizacji. Poznawczy redukcjonizm święci triumfy, ale prowadzi też do tworzenia hermetycznych języków poszczególnych specjalizacji, utrudniających porozumienie. Wskazuje też, że porozumienie między ludźmi o różnych typach wrażliwości jest jeszcze trudniejsze, gdy dotyczy np. sztuki, w której zdefiniowanie pojęć jest trudniejsze. Cytując m.in. Zbigniewa Herberta (fragment Martwej natury z wędzidłem) pisze, że zadaniem sztuki nie jest „rozwiązywanie zagadek, ale uświadomienie ich sobie, pochylenie głowy przed nimi, a także przygotowanie oczu na nieustający zachwyt i zdziwienie (…), mówienie światu słów pojednania, mówienie o radości z odnalezionej harmonii, o wiecznym pragnieniu miłości”.
Szczeklik przypomina działalność Polskiej Akademii Umiejętności, która łączy „dwie kultury” (w jej skład wchodzą zarówno wydziały humanistyczne, jak i przyrodnicze), stara się zasypać rów „jaki niektórzy wciąż jeszcze zdają się między nimi dostrzegać”.
Vilayanur S. Ramachandran twierdzi, że budowę pomostu między dwoma kulturami umożliwiają neurony lustrzane, nowe tło dla takich pojęć jak świadomość, samoświadomość, kultura, empatia.

## Odznaczenia
- 1943 – Order Imperium Brytyjskiego, komandor
- 1957 – Knight Bachelor (Kt)
- 1964 – tytuł Life Peerage Baron Snow